# Alessandro Crimi
Alessandro Crimi (Palermo, 25 de junio de 1983) es un ingeniero biomédico y economista de la salud. Es conocido por su trabajo en los campos de la medicina computacional y conectoma, pero también por sus libros sobre desarrollo social con estas tecnologías novedosas.
Actualmente, es profesor en la Universidad AGH de Cracovia,y en el Instituto Africano de Ciencias Matemáticas (AIMS).

## Biografía
Alessandro Crimi nació el 25 de junio de 1983 en Palermo, Italia. Obtuvo una Maestría en Ingeniería de la Universidad de Palermo en 2007, seguida de un doctorado de la Universidad de Copenhague en 2011. En 2016, completó un MBA en gestión de la salud en la Universidad de Basilea.
Crimi ha ocupado puestos como investigador postdoctoral en diversas instituciones, incluyendo el Institut National de Recherche en Informatique et en Automatique (INRIA), ETH-Zurich, Instituto Italiano de Tecnología (IIT) y el Hospital Universitario de Zúrich.
Desde 2012, ha ocupado un puesto como profesor en el Instituto Africano de Ciencias Matemáticas (AIMS) en Ghana, y desde 2023 en la Universidad AGH de Cracovia.
La iniciativa prenatal DocmUP mejoró la atención prenatal en las zonas rurales de Ghana con aplicaciones móviles, ultrasonidos portátiles y aprendizaje automático para predecir la edad gestacional. Esta y otras iniciativas en países de bajos ingresos se han resumido en su libro Ignite Global Change, creando innovación en entornos de bajos recursos donde se discuten cuestiones económicas sobre África Subsahariana,   el sur de Asia y América Latina. Su teoría económica se basa en la idea de promover la tecnología disruptiva en zonas con escasos recursos económicos en lugar de ayudas extranjeras o estatales.
La investigación de Crimi, destacada en la Association for Computing Machinery (ACM) Digital Library y el Instituto de Ingenieros Eléctricos y Electrónicos (IEEE), abarca estimadores de conectividad cerebral (conectoma, imagen médica y ciencia computacional. Ha publicado trabajos en el campo del análisis de la conectividad cerebral en estado de reposo utilizando señales de electroencefalograma (EEG) y espectroscopia funcional del infrarrojo cercano (FNIRS). 

Ha realizado contribuciones al uso de redes neuronales profundas convolucionales (CNNs) para el análisis de imágenes médicas, centrándose en mejorar la precisión de la segmentación de tumores cerebrales (BraTS) a través de un enfoque multiescalar. 
Además, sus contribuciones se extienden al análisis de redes cerebrales, en particular los conectomas, donde ha introducido técnicas para identificar relaciones causales multivariadas dentro de las conexiones cerebrales.
Crimi ocupa cargos como Editor de Revisión para "Brain Imaging Methods" en Frontiers in Neuroscience y "Neuroimaging Meta-Analyses" en Frontiers in Neuroimaging. También ha estado involucrado con el Taller Internacional de Lesiones Cerebrales de la Sociedad MICCAI, conocido como BrainLes.
En 2016, Alessandro Crimi fue reconocido como ganador de los Afrinic Mobile Innovation FIRE Awards.

## Investigaciones científicas
La lista de trabajos de investigación de Alessandro Crimi incluye:
- B Amoah, EA Anto, PK. Osei, A Crimi "Boosting antenatal care attendance and the number of hospital deliveries among pregnant women in rural communities: a community initiative in Ghana based on mobile phones," BMC Pregnancy and Childbirth, 16(1), 1-10, 2016.[25]
- A Crimi, S Bakas, H Kuijf, F Keyvan, M Reyes, T van Walsum, "Brainlesion: Glioma, Multiple Sclerosis, Stroke and Traumatic Brain Injuries 4th International Workshop, BrainLes 2018, Held in Conjunction with MICCAI 2018, Granada, Spain," Conference Proceedings BrainLes, 258, 32, 2018.
- A Crimi, O Commowick, A Maarouf, JC Ferre, E Bannier, A Tourbah, "Predictive Value of Imaging Markers at Multiple Sclerosis Disease Onset Based on Gadolinium- and USPIO-Enhanced MRI and Machine Learning," PLOS ONE, 32, 2014.[25]
- A Crimi, L Dodero, F Sambataro, V Murino, D Sona, "Structurally Constrained Effective Brain Connectivity," NeuroImage 2021, 239(1), 118288.
- SSM Elsheikh, ER Chimusa, NJ Mulder, A Crimi, "Genome-wide association study of brain connectivity changes for Alzheimer's disease," Scientific Reports, 10(1), 1433, 2020.[25]
- R Ni, Z Chen, XL Deán-Ben, FF Voigt, D Kirschenbaum, G Shi, A Villois, "Multiscale optical and optoacoustic imaging of amyloid-ß deposits in mice," Nature Biomedical Engineering, 6(9), 1031-1044, 2022.
- A Crimi, L Dodero, V Murino, D Sona, "Case-control discrimination through effective brain connectivity," 2017 IEEE 14th International Symposium on Biomedical Imaging (ISBI 2017, 22, 2017.
- A Crimi, M Makhinya, U Baumann, O Thalhammer, C. Goksel, "Automatic Measurement of Venous Pressure Using B-Mode Ultrasound," Biomedical Engineering, IEEE Transactions on, 1, 22, 2015.
- EA Anto, B Amoah, A Crimi, "Segmentation of ultrasound images of fetal anatomic structures using random forest for low-cost settings," 2015 37th Annual International Conference of the IEEE Engineering Biomedical, 17, 2015.
- A Andriamananjara, R Muntari, A Crimi, "Overlaps in brain dynamic functional connectivity between schizophrenia and autism spectrum disorder," Scientific African, 2, e00019.
- A Crimi, L Giancardo, F Sambataro, A Gozzi, V Murino, D Sona "MultiLink Analysis: Brain Network Comparison via Sparse Connectivity Analysis". (Nature Scientific Reports, 2019).[25]
- "Automatic Fetal Measurements for Low-Cost Settings by Using Local Phase Bone Detection" - B Amoah, EA Anto, A Crimi. (IEEE Engineering in Medicine and Biology Society, 2015)
- "A Bayesian Framework for Automated Cardiovascular Risk Scoring on Standard Lumbar Radiographs" - K Petersen, M Ganz, P Mysling, M Nielsen, L Lillemark, A Crimi, et al. (IEEE Transactions on Medical Imaging, 2011)
- "An Integrated Genomic Approach to Dissect the Genetic Landscape Regulating the Cell-to-Cell Transfer of a-Synuclein" - E Kara, A Crimi, A Wiedmer, M Emmenegger, C Manzoni, S Bandres-Ciga, et al. (Cell Reports, 2021)